# Tajemnica adwokacka
Tajemnica adwokacka – termin prawniczy wprowadzony ustawą z 26 maja 1982 r. Prawo o adwokaturze (Dz.U. z 2024 r. poz. 1564).

Art. 6.
1. Adwokat obowiązany jest zachować w tajemnicy wszystko, o czym dowiedział się w związku z udzielaniem pomocy prawnej.
2. Obowiązek zachowania tajemnicy zawodowej nie może być ograniczony w czasie.
3. Adwokata nie można zwolnić od obowiązku zachowania tajemnicy zawodowej co do faktów, o których dowiedział się udzielając pomocy prawnej lub prowadząc sprawę.
4. Obowiązek zachowania tajemnicy zawodowej nie dotyczy informacji:
1) udostępnianych na podstawie przepisów o przeciwdziałaniu praniu pieniędzy oraz finansowaniu terroryzmu,
2) przekazywanych na podstawie przepisów rozdziału 11a działu III ustawy z dnia 29 sierpnia 1997 r. - Ordynacja podatkowa (Dz.U. z 2022 r. poz. 2651)
- w zakresie określonym tymi przepisami.